# Rinorea sciaphila
Rinorea sciaphila är en violväxtart som beskrevs av M. Brandt. Rinorea sciaphila ingår i släktet Rinorea och familjen violväxter. Inga underarter finns listade i Catalogue of Life.